# Atagema intecta
Atagema intecta (Kelaart, 1859) è un mollusco nudibranchio della famiglia Discodorididae.